# Соловьёвка (Кировоградская область)
Соловьёвка (укр. Солов'ївка) — село в Попельнастовской сельской общине Александрийского района Кировоградской области Украины.
Население по переписи 2001 года составляло 102 человека. Почтовый индекс — 28052. Телефонный код — 5235. Код КОАТУУ — 3520384403.